# سيلفيا دومينغويز
سيلفيا دومينغويز (بالإسبانية: Silvia Domínguez)‏ مواليد 31 يناير 1987 في مونغات، كتالونيا، إسبانيا، هي لاعبة كرة سلة إسبانية. تلعب مع نادي أفينيدا لكرة السلة للسيدات في الدوري الإسباني لكرة السلة للسيدات. يبلغ طولها 5 قدم 6 بوصة (1.7 م). مثلت منتخب بلادها. شاركت في دورة الألعاب الأولمبية الصيفية سنة 2016.

## المسيرة الاحترافية
لعبت مع سي بي إستوديانتس في الدوري الإسباني من سنة 2004 إلى 2006، ثم لعبت مع نادي أفينيدا لكرة السلة للسيدات من سنة 2006 إلى 2011، ثم لعبت مع روس كاسارس فالنسيا في موسم 2011–2012، ثم لعبت مع نادي أفينيدا لكرة السلة للسيدات في سنة 2015.

## سجل المنافسة
شاركت في المنافسات التالية:
- الألعاب الأولمبية الصيفية 2016
- كأس العالم لكرة السلة للسيدات 2014

## الميداليات
| الميدالية | المسابقة                           |
| --------- | ---------------------------------- |
| فضية      | الألعاب الأولمبية الصيفية 2016     |
| فضية      | كأس العالم لكرة السلة للسيدات 2014 |

## روابط خارجية
- سيلفيا دومينغويز على موقع الاتحاد الدولي لكرة السلة (الإنجليزية)
- سيلفيا دومينغويز على موقع كرة السلة الأوروبية.كوم (الإنجليزية)
- سيلفيا دومينغويز على موقع بروبوليرز (الإنجليزية)
- سيلفيا دومينغويز على موقع سبورتس رفرنس (الإنجليزية)
- سيلفيا دومينغويز على موقع اللجنة الأولمبية الدولية (الإنجليزية)
- سيلفيا دومينغويز على موقع أوليمبيديا (الإنجليزية)
- سيلفيا دومينغويز على موقع اللجنة الأولمبية الإسبانية (الإسبانية)